# سباستيان تيغالي
سبيستيان تيغاليبو (بالإنجليزية: Sebastián Tagliabué)‏ ولد في 22 أكتوبر 1985 لاعب كرة قدم أرجنتيني إماراتي يلعب في مركز الهجوم، يلعب حالياً مع نادي الوحدة الإماراتي و حصل على الجنسية الإماراتية مطلع عام 2020.

## مسيرته الكروية

### بدايته
بدأ سبيستيان تيغالي مسيرته الكروية في دوري الدرجة المتوسطة كلاعب مع فريق أتلتيكو كوليجيالس خلال الفترة من 2003 إلى 2008. بعد أن ساهم في تحقيق بطولة الدوري الدرجة الرابعة مع فريقه كوليجيالس لفت تيجالي أنظار الفرق الأخرى. ووقع عقدًا احترافيًا مع نادي إيفرتون التشيلي. في ظهوره الأول مع ناديه إيفرتون ضد ديبورتيس لا سيرينا والتي انتهت بالتعادل 5-5، سجل (تيجالي) ثلاثة أهداف. من المفارقات أنه انتقل لنادي ديبورتيس لا سيرينا بعد فترة قصيرة قضاها مع نادي إيفرتون سجل خلالها 6 أهداف في 13 مباراة. وخلال مشواره مع نادي ديبورتيس لا سيرينا سجل اللاعب 13 هدف في 27 مباراة، وبعد سنة انتقل للدوري الكولومبي لفريق أونس كالداس، وشارك في كأس كوبا ليبرتادوريس.

### السعودية
خلال مشواره القصير في كولومبيا، انتقل تيغالي إلى الدوري السعودي تحديدًا لنادي الاتفاق. خلال مسيرته الكروية التي قضاها مع نادي الاتفاق، سجل 21 هدفا في 44 مباراة خلال الفترة من 2010 إلى 2012 وتعتبر هذه الفترة هي أبرز فتراته. انتقل بعد ذلك لفريق الشباب السعودي الذي وقع معه عقدا في منتصف عام 2012 بعد أن تعثر نادي الاتفاق في التجديد معه بسبب العوائق المالية، وسجل 19 هدفا في 25 مباراة في الفترة 2012-2013 في دوري المحترفين السعودي.

### الإمارات
من خلال مشواره في دوري المحترفين السعودي عرض على اللاعب تيغالي في شهر يونيو عام 2013 الانضمام واللعب في دوري المحترفين الإماراتي وبالتحديد لنادي الوحدة، ووافق اللاعب ووقع عقدا احترافيا يمتد لخمس سنوات و انتقل إلى نادي النصر في عام 2020 و عاد إلى نادي الوحدة في عام 2022.

## إنجازاته الشخصية

### نادي
دوري الدرجة الثانية متروبوليتانا

### فردي
نادي الشباب السعودي
1-هداف دوري زين السعودي بـ 19 هدفًا 2012-2013 

## وصلات خارجية
- سباستيان تيغالي على موقع إي إس بي إن إف سي (الإنجليزية)
- سباستيان تيغالي على موقع قاعدة بيانات كرة القدم.إي يو (الإنجليزية)
- سباستيان تيغالي على موقع ناشيونال فوتبول تيمز (الإنجليزية)
- سباستيان تيغالي على موقع Soccerway.com (الإنجليزية)
- سباستيان تيغالي على موقع عالم كرة القدم.نت (الإنجليزية)